# ZMYND10
ZMYND10‏ (Zinc finger MYND-type containing 10) هوَ بروتين يُشَفر بواسطة جين ZMYND10 في الإنسان.